# Toshinori Yato
Toshinori Yato (10 novembre 1964) è un ex calciatore ed ex giocatore di calcio a 5 giapponese.

## Carriera
Con la Nazionale maschile di calcio a 5 del Giappone ha disputato il FIFA Futsal World Championship 1989 nel quale la selezione asiatica si è fermata al primo turno, affrontando Belgio, Argentina e Canada.